# Muricy Ramalho
Muricy Ramalho (San Paolo, 30 novembre 1955) è un dirigente sportivo, allenatore di calcio ed ex calciatore brasiliano, di ruolo centrocampista,  coordinatore sportivo del San Paolo.

## Carriera

### Giocatore
Giocò per il San Paolo, negli anni 1970, assommando 177 partite e 26 gol. Fu un centrocampista che formò il reparto del club paulista a fianco di Pedro Rocha e Chicão, venendo allenato nel corso di questa esperienza da — tra gli altri — José Poy e Rubens Minelli.
Tifoso del Palmeiras fin dall'infanzia, nel 1965 Valdemar Carabina, amico del padre, lo portò al San Paolo. Nel 1969 disputò davanti a ventimila persone il campionato giovanile all'Estádio Nicolau Alayon, stadio di casa del Nacional, mentre nel 1971 Oswaldo Brandão lo fece allenare per la prima volta con la prima squadra; debuttò però solo due anni più tardi, il 22 agosto 1973, durante un'amichevole contro l'União Bandeirante, terminata 0-0, dopo alcuni mesi passati in prestito al Pontagrossense. La prima partita ufficiale la giocò il 10 novembre, 2-2 contro il Coritiba, per il Terceiro Campeonato Nacional de Clubes.
Due anni dopo, aumentato il proprio peso da 64 a 68 chili, diventò uno dei giocatori chiave per il club, contribuendo alla vittoria del Campionato Paulista del 1975, competizione di cui fu segnalato come una delle rivelazioni. Saltò solo tre partite nel corso del campionato, ma durante la finale del torneo fu espulso nel primo tempo, dopo un duro intervento su Dicá. La folta chioma, frattanto, gli procurò qualche incomprensione con il tecnico Poy, ma lo stesso Ramalho ricordò, anni dopo, che il suo comportamento non fu problematico.
Valdemar Carabina indicò Ramalho come un possibile titolare della Nazionale di calcio brasiliana in vista del campionato del mondo 1978, ma il biennio 1976-1977 non fu positivo per il giocatore: il 17 maggio 1977 si infortunò al ginocchio destro. Inizialmente si parlò di uno stop di tre mesi, ma di fatto Ramalho tornò a giocare più di un anno dopo, il 4 giugno 1978.
A causa di tale infortunio, rimase fuori per tutta la durata del III Copa Brasil, vinto poi dal San Paolo; assistette comunque alla finale al Mineirão insieme a Serginho Chulapa, altro indisponibile della partita, a causa di una squalifica subita. Per il periodo in cui fu infortunato non rinunciò a seguire, da spettatore, gli allenamenti e le partite della sua squadra. Tornato a giocare, fu però leggermente condizionato dall'infortunio e tendeva a evitare i contrasti più duri. Dovette dunque rinunciare alla prefigurata convocazione per il Mondiale, in cui, secondo Ramalho, sarebbe stato la riserva di Zico. Il 10 dicembre, contro il Corinthians, tornò a giocare da titolare e giocò per intero la partita seguente, che vedeva il San Paolo contrapposto alla Ferroviária. Scese in campo per l'ultima volta con la maglia del club della capitale paulista il 25 luglio 1979 contro il Guarani all'Estádio do Pacaembu, entrando nella ripresa. Lasciato il Brasile, giocò in Messico, nel Puebla, ma a causa di vari infortuni terminò la carriera nel 1985.

### Allenatore
Nel 1993 allenò il club mesoamericano in cui si era ritirato, e in seguito si trasferì al San Paolo, ove fu assistente di Telê Santana, allenando poi la formazione di riserve che vinse la Coppa CONMEBOL nel 1994, e ricoprì inoltre il ruolo di tecnico nei periodi in cui Santana era in ferie. Quando Santana fu costretto a non allenare più a causa di problemi di salute, Muricy lo sostituì, ma dopo sei mesi fu rimpiazzato a sua volta da Carlos Alberto Parreira. Tornò dunque nel 1997, ma fu esonerato dopo un inizio non positivo nel Campionato Paulista, venendo sostituito da Darío Pereyra.
Tra il 2001 e il 2002, vinse il bicampionato Pernambucano con il Náutico, interrompendo un periodo di dodici anni senza titoli per il club. Per il Campeonato Brasileiro Série A 2002 assunse la guida del Figueirense, sostituendo Roberval Davino, quando la squadra era a rischio retrocessione, e riuscì a ottenere la salvezza. Fu in seguito assunto dall'Internacional di Porto Alegre agli inizi del 2003, e con la formazione gaúcha vinse il campionato statale e fece un buon campionato nazionale.
Si dimise alla fine di quest'ultimo torneo e andò ad allenare il São Caetano nel corso del Campeonato Paulista 2004, conquistando il titolo — l'unico nella storia della società — adottando un gioco più offensivo rispetto a quello del predecessore Tite. Nel Campeonato Brasileiro Série A 2004 il São Caetano arrivò anche in cima alla classifica, ma in seguito ebbe un calo e Ramalho fu esonerato alla penultima giornata del girone di andata.
Tornò ad allenare dodici giornate dopo, di nuovo nell'Internacional, chiudendo all'ottavo posto; in seguito vinse il Campeonato Gaúcho 2005, ma non riuscì a fare lo stesso nel campionato nazionale. Lasciò dunque la compagine portoalegrense e il 2 gennaio 2006 riprese le redini del San Paolo dopo quasi nove anni dall'ultima volta; la società aveva già provato a contattarlo dopo le dimissioni di Émerson Leão, ma fu dopo l'esonero di Paulo Autuori che Ramalho tornò al Morumbi. Con la compagine paulista vinse tre volte consecutive il campionato, nel 2006, 2007 e 2008, ma le cattive prestazioni in Copa Libertadores lo portarono alle dimissioni, che però Juvenal Juvêncio, il presidente della società, non accettò. In seguito rinnovò il suo contratto fino alla fine del 2009. Con l'eliminazione dalla Coppa Libertadores 2008, però, il suo incarico fu nuovamente in pericolo, ma fu nuovamente il presidente a confermarlo in panchina. Il 18 giugno, dopo l'eliminazione dalla Coppa Libertadores 2009 per mano del Cruzeiro, fu esonerato e sostituito da Ricardo Gomes.
Circa un mese dopo, il 21 luglio, il presidente del Palmeiras Luiz Gonzaga Belluzzo annunciò sul social network Twitter l'assunzione di Ramalho, che avvenne dopo lunghe trattative. Nonostante la squadra, che aveva mantenuto il primo posto in campionato a lungo, non fosse riuscita nell'intento di portare a casa il titolo, Ramalho fu confermato per il 2010. Il 18 febbraio dello stesso anno, dopo una sconfitta per 4-1 subita dal São Caetano allo stadio Palestra Itália, Muricy Ramalho fu esonerato. Il bilancio finale con il Palmeiras fu di tredici vittorie, undici pareggi e dieci sconfitte.
Due mesi dopo la fine della sua esperienza al Palmeiras fu presentato dal Fluminense quale nuovo tecnico del club, e il 23 luglio 2010 la Confederação Brasileira de Futebol lo annuncia come nuovo commissario tecnico del Brasile — nonostante fosse ancora vincolato al Fluminense — in vista del campionato del mondo 2014. A causa di questo vincolo il tecnico è costretto a rinunciare alla panchina della Seleção, e la Federazione al suo posto vira su Mano Menezes.
Il 13 marzo 2011, dopo lo 0-0 nel "classico" del Campionato Carioca Flamengo-Fluminense, si dimette da tecnico della società.
Il 5 aprile 2011 diventa il nuovo allenatore del Santos in sostituzione di Marcelo Martelotte. A giugno conduce il club paulista alla vittoria della Coppa Libertadores nella doppia finale contro gli uruguaiani del Peñarol. Il 3 dicembre rinnova il suo contratto fino al 31 dicembre 2012 con un ingaggio da 3 milioni l'anno.
Il 28 novembre 2015 prende il posto di Oswaldo De Oliveira sulla panchina del Flamengo.

## Statistiche

### Statistiche da allenatore
Statistiche aggiornate al 28 aprile 2025; in grassetto le competizioni vinte.
| Stagione                   | Squadra                    | Campionato                 | Campionato | Campionato | Campionato | Campionato | Coppe nazionali | Coppe nazionali | Coppe nazionali | Coppe nazionali | Coppe nazionali | Coppe continentali | Coppe continentali | Coppe continentali | Coppe continentali | Coppe continentali | Altre coppe | Altre coppe | Altre coppe | Altre coppe | Altre coppe | Totale | Totale | Totale | Totale | % Vittorie | Piazzamento      |
| Stagione                   | Squadra                    | Comp                       | G          | V          | N          | P          | Comp            | G               | V               | N               | P               | Comp               | G                  | V                  | N                  | P                  | Comp        | G           | V           | N           | P           | G      | V      | N      | P      | %          | Piazzamento      |
| -------------------------- | -------------------------- | -------------------------- | ---------- | ---------- | ---------- | ---------- | --------------- | --------------- | --------------- | --------------- | --------------- | ------------------ | ------------------ | ------------------ | ------------------ | ------------------ | ----------- | ----------- | ----------- | ----------- | ----------- | ------ | ------ | ------ | ------ | ---------- | ---------------- |
| 1993                       | Puebla                     | PD                         | 19         | 6          | 9          | 4          | -               | -               | -               | -               | -               | -                  | -                  | -                  | -                  | -                  | -           | -           | -           | -           | -           | 34     | 20     | 10     | 4      | 58,82      | Eson.            |
| 1994                       | San Paolo                  | A1/SP                      | 10         | 7          | 2          | 1          | -               | -               | -               | -               | -               | CON                | 8                  | 3                  | 3                  | 2                  | BAN         | 6           | 1           | 1           | 4           | 24     | 11     | 6      | 7      | 45,83      | Interim          |
| 1995                       | San Paolo                  | A1/SP                      | 5          | 4          | 0          | 1          | CB              | 5               | 3               | 2               | 0               | -                  | -                  | -                  | -                  | -                  | SS          | 1           | 0           | 0           | 1           | 11     | 7      | 2      | 2      | 63,64      | Interim          |
| 1996                       | San Paolo                  | A1/SP+A                    | 29+6       | 16+4       | 6+2        | 7+0        | CB              | 3               | 2               | 1               | 0               | -                  | -                  | -                  | -                  | -                  | CCM+CMCON   | 7+2         | 4+2         | 1+0         | 2+0         | 47     | 28     | 10     | 9      | 59,57      | Interim Sub. 11° |
| 1997                       | San Paolo                  | A1/SP                      | 22         | 8          | 9          | 5          | CB              | 4               | 2               | 1               | 1               | -                  | -                  | -                  | -                  | -                  | R-SP        | 4           | 0           | 2           | 2           | 30     | 10     | 12     | 8      | 33,33      | Eson.            |
| 1997                       | Guarani                    | A                          | 12         | 3          | 4          | 5          | -               | -               | -               | -               | -               | -                  | -                  | -                  | -                  | -                  | -           | -           | -           | -           | -           | 12     | 3      | 4      | 5      | 25,00      | Eson.            |
| 1998                       | Shanghai Shenhua           | Jia-AL                     | 13         | 5          | 6          | 2          | CC              | 7               | 6               | 1               | 0               | -                  | -                  | -                  | -                  | -                  | -           | -           | -           | -           | -           | 20     | 11     | 7      | 2      | 55,00      | Sub. 2°          |
| 1999                       | Ituano                     | A1/SP                      | 3          | 0          | 0          | 3          | -               | -               | -               | -               | -               | -                  | -                  | -                  | -                  | -                  | -           | -           | -           | -           | -           | 3      | 0      | 0      | 3      | &0,00      | Eson.            |
| 1999                       | Botafogo-SP                | A                          | 8          | 1          | 3          | 4          | -               | -               | -               | -               | -               | -                  | -                  | -                  | -                  | -                  | -           | -           | -           | -           | -           | 8      | 1      | 3      | 4      | 12,50      | Eson.            |
| 2000                       | Portuguesa Santista        | A1/SP+CJH                  | 20+16      | 6+7        | 5+6        | 9+3        | -               | -               | -               | -               | -               | -                  | -                  | -                  | -                  | -                  | -           | -           | -           | -           | -           | 36     | 13     | 11     | 12     | 36,11      | 16°              |
| 2001                       | Portuguesa Santista        | A1/SP                      | 14         | 6          | 2          | 6          | -               | -               | -               | -               | -               | -                  | -                  | -                  | -                  | -                  | -           | -           | -           | -           | -           | 14     | 6      | 2      | 6      | 42,86      | Eson.            |
| Totale Portuguesa Santista | Totale Portuguesa Santista | Totale Portuguesa Santista | 50         | 19         | 13         | 18         |                 | -               | -               | -               | -               |                    | -                  | -                  | -                  | -                  |             | -           | -           | -           | -           | 50     | 19     | 13     | 18     | 38,00      |                  |
| 2001                       | Náutico                    | Per+B                      | 20+13      | 11+7       | 5+2        | 4+4        | -               | -               | -               | -               | -               | -                  | -                  | -                  | -                  | -                  | -           | -           | -           | -           | -           | 33     | 18     | 7      | 8      | 54,55      | Dimis.           |
| 2001                       | Santa Cruz                 | A                          | 14         | 5          | 1          | 8          | -               | -               | -               | -               | -               | -                  | -                  | -                  | -                  | -                  | -           | -           | -           | -           | -           | 14     | 5      | 1      | 8      | 35,71      | Sub. 25° (retr.) |
| 2002                       | Náutico                    | Per                        | 20         | 14         | 4          | 2          | CB+CN           | 4+17            | 1+8             | 2+4             | 1+5             | -                  | -                  | -                  | -                  | -                  | CC          | 3           | 0           | 2           | 1           | 44     | 23     | 12     | 9      | 52,27      | Dimis.           |
| Totale Nautico             | Totale Nautico             | Totale Nautico             | 53         | 32         | 11         | 10         |                 | 21              | 9               | 6               | 6               |                    | -                  | -                  | -                  | -                  |             | 3           | 0           | 2           | 1           | 77     | 41     | 19     | 17     | 53,25      |                  |
| 2002                       | Figueirense                | A                          | 20         | 9          | 2          | 9          | -               | -               | -               | -               | -               | -                  | -                  | -                  | -                  | -                  | -           | -           | -           | -           | -           | 20     | 9      | 2      | 9      | 45,00      | Sub. 17°         |
| 2003                       | Internacional              | G+A                        | 10+46      | 7+20       | 2+10       | 1+16       | CB              | 3               | 2               | 0               | 1               | CS                 | 2                  | 1                  | 1                  | 0                  | -           | -           | -           | -           | -           | 61     | 30     | 13     | 18     | 49,18      | 6°               |
| 2004                       | São Caetano                | A1/SP+A                    | 15+17      | 9+6        | 5+5        | 1+6        | -               | -               | -               | -               | -               | CL                 | 11                 | 3                  | 6                  | 2                  | -           | -           | -           | -           | -           | 43     | 18     | 16     | 9      | 41,86      | Eson.            |
| 2004                       | Internacional              | A                          | 18         | 10         | 2          | 6          | -               | -               | -               | -               | -               | CS                 | 9                  | 4                  | 3                  | 2                  | -           | -           | -           | -           | -           | 27     | 14     | 5      | 8      | 51,85      | Sub. 8°          |
| 2005                       | Internacional              | G+A                        | 18+42      | 10+23      | 3+9        | 5+10       | CB              | 6               | 4               | 1               | 1               | CS                 | 6                  | 3                  | 2                  | 1                  | -           | -           | -           | -           | -           | 72     | 40     | 15     | 17     | 55,56      | 2°               |
| Totale Internacional       | Totale Internacional       | Totale Internacional       | 134        | 70         | 26         | 38         |                 | 9               | 6               | 1               | 2               |                    | 17                 | 8                  | 6                  | 3                  |             | -           | -           | -           | -           | 160    | 84     | 33     | 43     | 52,50      |                  |
| 2006                       | San Paolo                  | A1/SP+A                    | 19+38      | 13+22      | 3+12       | 3+4        | -               | -               | -               | -               | -               | CL                 | 14                 | 8                  | 2                  | 4                  | RS          | 2           | 0           | 1           | 1           | 73     | 43     | 18     | 12     | 58,90      | 1°               |
| 2007                       | San Paolo                  | A1/SP+A                    | 21+38      | 13+23      | 6+8        | 2+7        | -               | -               | -               | -               | -               | CL+CS              | 8+6                | 4+1                | 2+2                | 2+3                | -           | -           | -           | -           | -           | 73     | 41     | 18     | 14     | 56,16      | 1°               |
| 2008                       | San Paolo                  | A1/SP+A                    | 21+38      | 12+21      | 5+12       | 4+5        | -               | -               | -               | -               | -               | CL+CS              | 10+2               | 5+0                | 3+2                | 2+0                | -           | -           | -           | -           | -           | 71     | 38     | 22     | 11     | 53,52      | 1°               |
| 2009                       | San Paolo                  | A1/SP+A                    | 21+6       | 12+1       | 4+4        | 5+1        | -               | -               | -               | -               | -               | CL                 | 8                  | 4                  | 1                  | 3                  | -           | -           | -           | -           | -           | 35     | 17     | 9      | 9      | 48,57      | Eson.            |
| 2009                       | Palmeiras                  | A                          | 24         | 9          | 7          | 8          | -               | -               | -               | -               | -               | -                  | -                  | -                  | -                  | -                  | -           | -           | -           | -           | -           | 24     | 9      | 7      | 8      | 37,50      | Sub. 5°          |
| 2010                       | Palmeiras                  | A1/SP                      | 9          | 3          | 4          | 2          | CB              | 1               | 1               | 0               | 0               | -                  | -                  | -                  | -                  | -                  | -           | -           | -           | -           | -           | 10     | 4      | 4      | 2      | 40,00      | Eson.            |
| Totale Palmeiras           | Totale Palmeiras           | Totale Palmeiras           | 33         | 12         | 11         | 10         |                 | 1               | 1               | 0               | 0               |                    | -                  | -                  | -                  | -                  |             | -           | -           | -           | -           | 34     | 13     | 11     | 10     | 38,24      |                  |
| 2010                       | Fluminense                 | A                          | 38         | 20         | 11         | 7          | CB              | 2               | 0               | 0               | 2               | -                  | -                  | -                  | -                  | -                  | -           | -           | -           | -           | -           | 40     | 20     | 11     | 9      | 50,00      | 1°               |
| 2011                       | Fluminense                 | RJ                         | 11         | 8          | 2          | 1          | -               | -               | -               | -               | -               | CL                 | 3                  | 0                  | 2                  | 1                  | -           | -           | -           | -           | -           | 14     | 8      | 4      | 2      | 57,14      | Eson.            |
| Totale Fluminense          | Totale Fluminense          | Totale Fluminense          | 49         | 28         | 13         | 8          |                 | 2               | 0               | 0               | 2               |                    | 3                  | 0                  | 2                  | 1                  |             | -           | -           | -           | -           | 54     | 28     | 15     | 11     | 51,85      |                  |
| 2011                       | Santos                     | A1/SP+A                    | 6+38       | 4+15       | 2+8        | 0+15       | -               | -               | -               | -               | -               | CL                 | 10                 | 6                  | 4                  | 0                  | Cmc         | 2           | 1           | 0           | 1           | 56     | 26     | 14     | 16     | 46,43      | 10°              |
| 2012                       | Santos                     | A1/SP+A                    | 23+38      | 16+13      | 3+14       | 4+11       | -               | -               | -               | -               | -               | CL                 | 12                 | 6                  | 2                  | 4                  | RS          | 2           | 1           | 1           | 0           | 75     | 36     | 20     | 19     | 48,00      | 8°               |
| 2013                       | Santos                     | A1/SP+A                    | 23+2       | 11+0       | 9+1        | 3+1        | CB              | 4               | 2               | 2               | 0               | -                  | -                  | -                  | -                  | -                  | -           | -           | -           | -           | -           | 29     | 13     | 12     | 4      | 44,83      | Eson.            |
| Totale Santos              | Totale Santos              | Totale Santos              | 130        | 59         | 37         | 34         |                 | 4               | 2               | 2               | 0               |                    | 22                 | 12                 | 6                  | 4                  |             | 4           | 2           | 1           | 1           | 160    | 75     | 46     | 39     | 46,88      |                  |
| 2013                       | San Paolo                  | A                          | 19         | 10         | 2          | 7          | -               | -               | -               | -               | -               | CS                 | 6                  | 2                  | 3                  | 1                  | -           | -           | -           | -           | -           | 25     | 12     | 5      | 8      | 48,00      | Sub. 9°          |
| 2014                       | San Paolo                  | A1/SP+A                    | 16+38      | 8+20       | 4+10       | 4+8        | CB              | 6               | 4               | 0               | 2               | CS                 | 8                  | 5                  | 0                  | 3                  | -           | -           | -           | -           | -           | 58     | 37     | 14     | 17     | 63,79      | 2°               |
| 2015                       | San Paolo                  | A1/SP                      | 14         | 9          | 2          | 3          | -               | -               | -               | -               | -               | CL                 | 4                  | 2                  | 0                  | 2                  | -           | -           | -           | -           | -           | 18     | 11     | 2      | 5      | 61,11      | Resc. cons.      |
| Totale San Paolo           | Totale San Paolo           | Totale San Paolo           | 361        | 203        | 91         | 67         |                 | 18              | 11              | 4               | 3               |                    | 74                 | 34                 | 18                 | 22                 |             | 22          | 7           | 5           | 10          | 475    | 255    | 118    | 102    | 53,68      |                  |
| 2016                       | Flamengo                   | RJ+A                       | 16+2       | 9+1        | 4+1        | 3+0        | CB              | 3               | 1               | 0               | 2               | -                  | -                  | -                  | -                  | -                  | PL          | 4           | 2           | 1           | 1           | 25     | 13     | 6      | 6      | 52,00      | Dimis.           |
| Totale carriera            | Totale carriera            | Totale carriera            | 949        | 477        | 242        | 230        |                 | 65              | 36              | 14              | 15              |                    | 127                | 57                 | 38                 | 32                 |             | 33          | 11          | 9           | 13          | 1 174  | 581    | 303    | 290    | 49,49      |                  |

## Palmarès

### Giocatore

#### Competizioni statali
- Campionato paulista: 1

San Paolo: 1975

#### Competizioni nazionali
- Campionato brasiliano: 1

San Paolo: 1977
- Campionato messicano: 1

Puebla: 1982-1983

### Allenatore

#### Club

##### Competizioni statali
- Campionato Pernambucano: 2

Náutico: 2001, 2002
- Campionato Gaúcho: 2

Internacional: 2003, 2005
- Campionato paulista: 3

São Caetano: 2004
Santos: 2011, 2012

##### Competizioni nazionali
- Coppa della Cina: 1

Shanghai Shenhua: 1998
- Campionato brasiliano: 4

San Paolo: 2006, 2007, 2008
Fluminense: 2010

##### Competizioni internazionali
- Coppa CONMEBOL: 1

San Paolo: 1994
- Coppa Master di Coppa CONMEBOL: 1

San Paolo: 1996
- Coppa Libertadores: 1

Santos: 2011
- Recopa Sudamericana: 1

Santos: 2012

#### Individuale
- Miglior allenatore del campionato brasiliano: 4

2005, 2006, 2007, 2008